# Estación Capri
Capri es una de las estaciones del Sistema Integrado de Transporte MIO de la ciudad de Cali, inaugurado en el año 2008. Está concebida para movilizar una gran cantidad de pasajeros, por lo que su tamaño es superior al de las estaciones promedio.

## Ubicación
Se encuentra ubicada en el sur de la ciudad sobre la Calle 5, frente al Hospital Psiquiátrico Universitario del Valle y cerca de la Avenida Carrera 80. Es una zona de alta movilidad vehicular, debido a que unos metros antes la Autopista Sur Oriental desemboca en la Calle 5, convirtiendo seis carriles en solo dos.

## Toponimia
El nombre de la estación proviene del barrio más adyacente, Ciudad Capri.

## Características
La estación cuenta con una sola vía de acceso peatonal, frente al Hospital Psiquiátrico. Por carecer de puente peatonal y no estar ubicada al pie de la avenida, hay un semáforo peatonal adicional al que hay tan sólo dos cuadras antes. Cuenta con cuatro vagones (dos a cada lado) y dos retornos operativos para los buses: uno en sentido norte-sur y otro en sentido inverso.
Su pictograma es una silla en cerámica de la cultura Tolima.

## Servicios de la estación

### Rutas expresas
| Ruta | Estación Origen             | Estación Destino            | Sentido (N/S) |
| ---- | --------------------------- | --------------------------- | ------------- |
| E21  | Terminal Menga Av 3N Cl 70N | Universidades Cra 100 Cl 16 | Ambos         |
| E27  | Terminal Menga Av 3N Cl 70N | Fin del recorrido           | Ambos         |

### Rutas troncales
| Ruta | Estación Origen                        | Estación Destino            | Sentido (N/S) |
| ---- | -------------------------------------- | --------------------------- | ------------- |
| T31  | Terminal Paso del Comercio Cra 1 Cl 70 | Universidades Cra 100 Cl 16 | Ambos         |
| T51  | Terminal Aguablanca Cra 28D Cl 96      | UniversidadesCra 100 Cl 16  | Ambos         |

### Rutas pretroncales
| Ruta | Origen                             | Trayecto                                               | Destino                 |
| ---- | ---------------------------------- | ------------------------------------------------------ | ----------------------- |
| P21C | Terminal Menga Av 3N Cl 70N        | Cl 70 - Autopista Suroriental - Cl 5                   | Buitrera Cra 100 Cl 11  |
| P27D | Terminal Menga Av 3N Cl 70N        | Cl 70N - Av 6N - Centro - Cl 6                         | Fin del recorrido       |
| P51C | Terminal Aguablanca Cra 28D Cl 101 | Cl 83-Cr 29-Cl 48-Cr 46-Cl 36-Cr 56-Cl 5-Cl 13-Cra 100 | Buitrera Cra 100 Cl 11A |

### Rutas alimentadoras
| Ruta | Origen                              | Trayecto                                                  | Destino           |
| ---- | ----------------------------------- | --------------------------------------------------------- | ----------------- |
| A13A | Universidades Cra 100 Cl 16         | Cra 98 - Cl 48 - Cra 80 - Cl 42 - Cra 86 - Cl 16 - Cra 80 | Fin del recorrido |
| A62  | Terminal Simón Bolívar Cl 25 Cra 66 | Cra 66 - Cl 16 - Cra 80                                   | Fin del recorrido |

## Sitios de interés
- Hospital Psiquiátrico Universitario del Valle
- Cantón Militar Pichincha
- Barrio Capri
- Barrio Nápoles
- Barrio Mayapán - Las Vegas
- La 14 Pasoancho
- Sanandresito del Sur
- Alkosto
- Centro Comercial Aquarela